# Дашевская, Ольга Давидовна
Ольга Давидовна Дашевская (26 марта 1924, Харьков — 29 июля 2015, Москва) — советский и российский археолог, кандидат исторических наук, исследователь позднескифской культуры Крыма, на протяжении многих лет руководила Донузлавской археологической экспедицией.

## Биография
Ольга Давидовна Дашевская родилась 26 марта 1924 года в Харькове, но уже в 1926 году семья перебралась в Москву. В 1941 году, окончив школу с аттестатом «с золотой каёмкой», поступила на исторический факультет Московского государственного университета, где училась у А. В. Арциховского и Б. Н. Гракова. Осенью 1941 года участвовала в обороне Москвы (пожарные команды, рытьё окопов), затем эвакуировалась в Ашхабад. В окрестностях Ашхабада, вместе с другими студентами МГУ, участвовала в первых археологических раскопках.
В 1946 году окончила кафедру археологии МГУ, в 1949 году — аспирантуру Института истории материальной культуры Академии наук СССР.
В 1954 году защитила кандидатскую диссертацию по теме «Скифские городища в Крыму».

## Научная деятельность
Участвовала в работе археологических экспедиций:
- 1947—1952, 1955—1959 гг. — Тавро-Скифская экспедиция под руководством П. Н. Шульца и А. Н. Карасева, в том числе в 1951 и 1952 годах руководила отдельными отрядами этой экспедиции[3]. Экспедиция проводила раскопки в Неаполе Скифском, Кермен-Кыре, Симферопольском таврском поселении[2];
- 1954—1958 гг. — Рицундская и Мцхетская экспедиции под руководством А. М. Апакидзе[2].

В 1957—1979 годах Дашевская — сотрудник Института археологии АН СССР.
С 1960 года Ольга Давидовна возглавила Донузлавскую экспедицию Института археологии Академии Наук СССР, которая занималась раскопками городища Беляус — херсонесского городища у северо-западной оконечности пересыпи озера Донузлав, перешедшего со временем в руки скифов. Севернее памятника был открыт греко-скифский некрополь. Всего Дашевская провела на Беляусе более 50 археологических сезонов.
Работа Дашевской стала большим вкладом в изучение памятников Тарханкута и формированию фондовых коллекций Историко-археологического заповедника «Калос Лимен».